# High Efficiency Video Coding
High Efficiency Video Coding (HEVC, označováno také H.265 nebo MPEG-H část 2) je standard formátu kódování videa schválený v roce 2013. Je součástí sady standardů MPEG-H. Formát H.265 snižuje datový tok (deklarováno na polovinu) při zachování porovnatelné obrazové kvality v porovnání se svým předchůdcem H.264. Předpokládá se jeho nasazení do UHDV/UHDTV (Ultra High Definition Video and Television), kde se počítá s rozlišením 8K (7680×4320p). Za vývojem HEVC/H.265 stojí ISO/IEC Moving Picture Experts Group (MPEG) a ITU-T Video Coding Experts Group (VCEG).
V České republice se formát používá v digitálním televizním vysílání DVB-T2.

## Vývoj
- 25. 1. 2013: Schválení standardu ITU-T H.265 (ISO/IEC 23008-2)
- 2011: Vydán balík HEVC Test Model Reference Software 1.0
- 2010: Schváleno na společných jednáních 27 společných návrhů k novému standardu.
- 2004: ITU-T Video Coding Experts Group (VCEG) se začíná věnovat studii na téma nového standardu komprese videa, nebo vylepšení H.264

## Licence
Za patentová práva se soukromým firmám platí poplatek až 2,6 USD za zařízení a 0,5 % z příjmů. Je však přijímán jako mezinárodní standard namísto například formátů VP9 či AV1, které nejsou zatíženy patenty.

## Vlastnosti HEVC

#### Rozdělení na jednotky
Každý snímek je rozdělen na jednotky kódovacího stromu, coding tree units (CTU), jedná se o základní jednotku HEVC procesu. CTU může být dále rozděleno na kódovací jednotky, coding units (CU).

#### Predikce
Predikci můžeme rozdělit na intra predikci a inter predikci. Rozhodnutí, jakou z těchto predikcí použít je rozhodnuto na úrovni CU. Když jsou CU v intra módu tak jsou predikovány ze sousedních pixelů ve stejném řezu. Řezy můžeme rozdělit na I, P nebo B. V řezu I je používaná jen intra predikce pro CU. V P a B řezech může být CU jak v intra módu, tak v inter módu.
Intra snímek (I snímek) – je kódován bez ostatních snímků
Inter snímek ( P, B snímky)
- P – snímek je predikován za použití předešlého snímku

- B – snímek je predikován za použití předešlého i následujícího snímku

#### Kompenzace pohybu
Kompenzace pohybu je proces, který předpovídá pohyb tělesa, které se pohybuje mezi snímky za použití pohybových vektorů. Tento proces je zásadní při odstraňování redundance.

#### Transformace
Zbylá data, rozdíl mezi predikovaným a počátečním snímkem, která zůstala po predikci jsou transformována za pomocí diskrétní kosinové transformace nebo diskrétní sinové transformace.

#### Kvantizace
Proces kvantizace je hlavním zdrojem ztráty informací při procesu ztrátové komprese videa. Data, která byla v předešlém kroku transformována jsou následně kvantizována.

#### Entropické kódování
Všechny elementy jsou zakódovány za použití kontextově adaptivního binárního aritmetického kódování (CABAC) nebo kontextově adaptivního kódování s variabilní délkou (CALVC)
CABAC - Týká se metody kódování entropie pro samotné binární datové toky během kódování videa
CALVC - Týká se metody adaptivního nastavování parametru smyčkového filtru pro lepší zpracování a potlačení artefaktů ve videu po kódování.

#### Loop filtr
Loop filtry slouží k odstranění artefaktů a zlepšení vizuální kvality.
Existují dva hlavní typy loop filtrů v HEVC:
- Deblocking filtr – Tento filtr slouží k redukci blokových artefaktů, které mohou vzniknout při kompresi videa.[4]

- Sample Adaptive Offset – Pomáhá odstranit artefakty jako jsou hrany a nerovnoměrné rozložení jasu, čímž přispívá k celkové kvalitě obrazu.[4]

## Paralelní nástroje

#### Slice (řezy)
Část snímku, která může být dekódována samostatně od ostatních řezů obrazu. Může se jednat o celý snímek nebo jen jeho část. 

#### Tiles (dlaždice)
Rozděluje obraz na obdélníkové skupiny CTU.
Termín tiles odkazuje na techniku používanou pro paralelní zpracování během kódování videa. Spočívá v rozdělení snímku na menší obdélníkové oblasti nazývané dlaždice (tiles), které lze zpracovávat nezávisle. Díky tomuto lze zlepšit účinnost kódování tím, že nám umožní současné zpracování více dlaždic.

## Profily, úrovně a řady
HEVC má 27 profilů, 13 úrovní (1 – 6,2) a 2 řady (Main a High)

#### Profily
Profily odkazují na soubory specifikací a omezení, která určují jakým způsobem může být video kódováno pomocí HEVC.

#### Úrovně
Termín úroveň odkazuje na sadu specifikací které určují maximální hodnoty pro různé parametry, jako jsou rozlišení obrazu, snímková frekvence a další, které jsou součástí kódování videa pomocí HEVC. Úroveň také slouží k definování limitů a omezení pro konkrétní zařízení nebo aplikace, které mají podporovat daný standard.

#### Řady
- Main - Základní řada, která pokrývá širokou škálu aplikací, podporuje běžná rozlišení videa a hloubky bitů.
- High - Přináší další schopnosti, zejména co se týče podpory vyšších hloubek bitů a chromatických formátů. Tato řada je navržena pro aplikace, které vyžadují pokročilejší kvalitu videa, například profesionální video produkci nebo distribuci. [4][7]